# David Peterson
David Robert Peterson (* 28. prosince 1943, Toronto, Ontario, Kanada) je bývalý kanadský politik.
Od 26. června 1985 do 1. října 1990 byl premiérem Ontaria. Stal se prvním Liberálem, který byl zvolen jako premiér Ontaria, po 42 letech.